# Fable III
Fable III (рус. Басня III) — игра в жанре Action/RPG, разработанная студией Lionhead и изданная Microsoft Game Studios. Игра вышла 26 октября 2010 года на Xbox 360 и спустя полгода — 17 мая 2011 на ПК.

## Сюжет
Fable III начинается спустя 50 лет после событий Fable II, когда в Альбионе начинается промышленная революция. Старый король (герой Fable II) умер и страной правит его сын — Логан. Главный герой — младший брат/сестра короля, растёт в королевском замке и является принцем/принцессой. С годами Логан становится тираном, проводит жестокую политику в королевстве. Отношения главного героя с Логаном накаляются до предела и он убегает из замка вместе со своим наставником сэром Уолтером Беком и слугой Джаспером (озвучил Джон Клиз). Они начинают искать союзников в свершении революции. Поддержку Герою оказывают: Сабин — предводитель «Вольных», кочевой общины живущей в горах; Майор Свифт и Капитан Бенджамин (Бен) Финн из королевской армии; Пейдж — лидер повстанцев Бауэрстоуна (в русском переводе Нью-Глушвилля); и Кейлин — предводительница жителей Авроры (пустынных земель за океаном). При попытке получить поддержку Кейлин, герой узнаёт, что силы тьмы, которые уже когда-то опустошили Аврору, намерены уничтожить всю жизнь в Альбионе. Также выясняется, что причина жестокости Логана — попытка накопить достаточно средств для сбора большой армии и с её помощью противостоять врагу.
Герой совершает революцию и становится королём/королевой, после чего игрок получает выбор: сдержать обещания данные своим сторонникам или нарушить их, тем самым накопив денег на столь необходимую армию.
После чего вам придётся сражаться с армией тёмных сил.

## Саундтрек
Музыку к игре написал композитор Рассел Шоу. Критики отмечают, что это, пожалуй, самое лучшее звуковое сопровождение за всю серию Fable. В саундтрек входят полные 24 композиции, исполненные Словацким национальным симфоническим оркестром (англ. Slovak National Symphony Orchestra).

| №                   | Название            | Длительность |
| ------------------- | ------------------- | ------------ |
| 1.                  | «Fable III Theme»   | 2:54         |
| 2.                  | «A Hero Awakes»     | 2:23         |
| 3.                  | «Keyhole»           | 2:54         |
| 4.                  | «Elise»             | 1:16         |
| 5.                  | «Escape»            | 5:00         |
| 6.                  | «Theresa»           | 1:05         |
| 7.                  | «Fight or Flight»   | 2:42         |
| 8.                  | «The Dwellers»      | 4:19         |
| 9.                  | «Sanctuary»         | 3:54         |
| 10.                 | «Sabine»            | 1:19         |
| 11.                 | «Brightwall»        | 2:55         |
| 12.                 | «Reliquary»         | 4:57         |
| 13.                 | «Music Box»         | 0:39         |
| 14.                 | «Driftwood»         | 2:23         |
| 15.                 | «Reaver Mansion»    | 11:23        |
| 16.                 | «Shadelight»        | 3:18         |
| 17.                 | «Desert»            | 4:54         |
| 18.                 | «Kalin»             | 4:59         |
| 19.                 | «Coronation»        | 0:55         |
| 20.                 | «Logan’s Trial»     | 2:28         |
| 21.                 | «Execution»         | 1:23         |
| 22.                 | «Death of Walter»   | 2:47         |
| 23.                 | «Farewell Walter»   | 0:56         |
| 24.                 | «Finale»            | 0:45         |
| Общая длительность: | Общая длительность: | 1:12:30      |

## ПК-версия
| Системные требования | Системные требования                                     | Системные требования                                                         |
| -------------------- | -------------------------------------------------------- | ---------------------------------------------------------------------------- |
|                      | Минимальные                                              | Рекомендуемые                                                                |
| Windows              |                                                          |                                                                              |
| ОС                   | Windows Vista, Windows XP (SP3), Windows 7 или Windows 8 | Windows Vista, Windows XP (SP3), Windows 7 или Windows 8                     |
| ЦПУ                  | Intel Intel Core 2 Duo 2 ГГц или AMD Athlon X2 4000+     | Intel Pentium 2.9 ГГц, Core 2 Duo или лучше                                  |
| Объём ОЗУ            | 2 Гб                                                     | 4 Гб                                                                         |
| Место на диске       | 12 Гб свободного места                                   | 12 Гб свободного места                                                       |
| Видеокарта           | NVidia 7600GT или ATI HD 2400 XT DirectX: версия 9.0c    | Nvidia 260GTX 896 Мб или ATI 5770 1 Гб или лучше DirectX: версия 9.0c и выше |
| Сеть                 | Интернет соединение для многопользовательской игры       | Интернет соединение для многопользовательской игры                           |

ПК-версия Fable 3 вышла в Северной Америке 17 мая 2011 и 19 мая 2011 года в Европе, как в дисковом, так и цифровом вариантах.

### Нововведения
Основные отличия от версии для консоли:
- Появился новый интерфейс.
- Управление переделано под использование мыши.
- Изменена система сохранения
- При использовании геймпада, задействована кнопка «Back». Также добавлена кнопка для ремонта всей недвижимости.[4][5]
- Разработчики устранили все найденные в консольной версии баги.
- Добавлен новый режим сложности — «хардкор».
- Была добавлена миссия «Проклятие Серебряных Сосен», ранее доступная в Limited Collector's Editon.

## Критика
| Сводный рейтинг    | Сводный рейтинг       | Сводный рейтинг       |
| Издание            | Оценка                | Оценка                |
| Издание            | PC                    | Xbox 360              |
| ------------------ | --------------------- | --------------------- |
| GameRankings       | 72,33 %               | 80,23 %               |
| Metacritic         | 75 / 100 (38 обзоров) | 80 / 100 (88 обзоров) |
| MobyRank           | 73 / 100              | 80 / 100              |
| Иноязычные издания |                       |                       |
| Издание            | Оценка                | Оценка                |
| Издание            | PC                    | Xbox 360              |
| AllGame            | [ 12 ]                | [ 13 ]                |
| GameSpot           | 7 / 10                | 7,5 / 10              |
| GamesRadar+        | 8 /10                 | 9 /10                 |
| IGN                | 6 / 10                | 8,5 / 10              |

| Иноязычные издания    | Иноязычные издания |
| Издание               | Оценка             |
| --------------------- | ------------------ |
| 1UP.com               | B+                 |
| CVG                   | 9,2 / 10           |
| Eurogamer             | 8 / 10             |
| G4                    | 4 / 5              |
| Game Informer         | 9 / 10             |
| GamePro               | [ 25 ]             |
| GameRevolution        | B                  |
| GameSpy               | [ 27 ]             |
| GameTrailers          | 8,9 / 10           |
| OXM                   | 8,0 / 10           |
| XboxAddict            | 80 %               |
| Русскоязычные издания |                    |
| Издание               | Оценка             |
| 3DNews                | 8 / 10             |
| Absolute Games        | 80 %               |
| «PC Игры»             | 8,0 / 10           |
| PlayGround.ru         | 8,2 / 10           |
| «Домашний ПК»         | [ 35 ]             |
| «Игромания»           | 7,5 / 10 8,5 / 10  |
| «Игры Mail.ru»        | 8/10               |
| «Страна игр»          | 9,0 / 10           |
| gameland.ru           | 8,5 / 10           |
| StopGame.ru           | похвально          |

Fable III для Xbox 360 получил, в целом, положительные отзывы. IGN дал 8,5/10 баллов, восхваляя заключительный отрезок игры с участием роли игрока как монарха, но раскритиковал медленное начало и отсутствие инноваций. GameSpot дал игре a 7,5/10 баллов, сказав "Этот великолепный мир наполняется юмором и индивидуальностью" (англ. "This gorgeous world is brimming with humor and personality"), но чувствовал что "стаи технических проблем и упрощенностей игры отвлекают от удовольствия" (англ. "a bevy of technical problems and oversimplified gameplay distract from the fun") Official Xbox Magazine сказал 
"Fable III — Самое большое впечатление не потому, что заставляет вас смеяться, а потому, что заставляет вас заботиться. Если супруга вырезают в ваше отсутствие, вы будете чувствовать свою вину. Когда ваша собака сохраняет, во время боя, вашу филейную часть, вы будете чувствовать гордость (англ. "Fable III is most memorable not because it makes you laugh, but because it also makes you care. If a spouse gets carved up in your absence, you'll feel pangs of guilt. When your dog saves your bacon during a fight, you'll feel pride").
Fable III для персональных компьютеров получила больше смешанных отзывов. IGN дал Fable III 6/10 баллов, назвав "Королевским разочарованием" (англ. "a royal disappointment") с "интерфейсом не очень хорошо адаптированным для ПК" (англ. "interface not well tailored to the PC platform"), с "неровной историей и повествованием" (англ. "uneven story and pacing"), с "скучными боями" (англ. "dull combat") и с "повторяющимися квестами" (англ. "repetitive quests"). GameSpot дал 7/10 баллов, сказав "он попадает на ПК с графическими улучшениями и жёсткой боёвкой" (англ. "It lands on the PC with graphical enhancements and tougher combat"), но раскритиковал "упрощённым геймплей" (англ. "simplified gameplay"), который "ещё отвлекает от удовольствия" (англ. "still distract from the fun.") Большинство отрицательных отзывов пришли от поклонников, которые указывали на ошибки, которые не были исправлены в патче, или то, что ребёнок героя генерируется случайным образом в зависимости от места его родителей; конструктивный недостаток в  Fable III , где этносы биологических детей не совпадают с персонажами игроков или их супругов.
Российский журнал компьютерных игр Игромания сделал 2 обзора: для облегчённой версии журнала - Игромания Лайт и для полновесной. Примечательно, поставленные оценки были разные: для Лайт - 7,5/10 для "Большой" - 8,5/10.